# جونگ جه سون
جونگ جه سون (کره‌ای: 정재순؛ زادهٔ ۱۵ فوریه ۱۹۴۷) بازیگر اهل کره جنوبی است. او به خاطر ایفای نقش در تنها عشق من، خانه کبودمرغ و دنیای متأهلی شناخته می‌شود.

## فیلم‌شناسی
گزیده فیلم‌شناسی
- آسمان و زمین (۲۰۰۷)[۴]
- جنگ پول (۲۰۰۷)
- هزاران بوسه (۲۰۱۱)[۵]
- رؤیای فرمانروای بزرگ (۲۰۱۲)[۶]
- مامان (۲۰۱۴)[۷]
- خانه کبودمرغ (۲۰۱۵)[۸]
- تنها عشق من (۲۰۱۸)[۹]
- دنیای متأهلی (۲۰۲۰)[۱۰]
- زن زیبا و مرد رمانتیک (۲۰۲۴)[۱۱]